# Dan O'Herlihy
Pour les articles homonymes, voir O'Herlihy.
Dan O'Herlihy est un acteur irlando-américain, né le 1er mai 1919 à Wexford (Irlande) et mort le 17 février 2005 à Malibu (Californie).

## Biographie
S'il a été nommé à l'Oscar du meilleur acteur pour son rôle de Robinson Crusoé dans le film de 1954, il est surtout resté dans les mémoires pour avoir joué le président de l'OCP dans RoboCop.

## Filmographie
- 1947 : Hungry Hill de Brian Desmond Hurst : Harry Broderick
- 1947 : Huit Heures de sursis (Odd Man Out) de Carol Reed: Nolan
- 1948 : Larceny de George Sherman : Duke
- 1948 : Macbeth de Orson Welles : Macduff
- 1948 : Captif en mer (Kidnapped) de William Beaudine : Alan Breck
- 1950 : The Iroquois Trail : Lt. Blakely
- 1951 : The Desert Fox de Henry Hathaway
- 1951 : Trois Troupiers (Soldiers Three) de Tay Garnett : Sgt.Murphy
- 1951 : Le Chevalier au masque de dentelle (The Highwayman) de Lesley Selander : Robin
- 1951 : La Femme au voile bleu (The Blue Veil), de Curtis Bernhardt : Hugh Williams
- 1952 : Les Fils des Mousquetaires (At sword's point) de Lewis Allen : Aramis
- 1952 : Actor's and Sin : Alfred O'Shea / Narrator (Actor's Blood sequence)
- 1952 : Operation Secret (it) de Lewis Seiler : Duncan
- 1952 : Invasion U.S.A. (en) de Alfred E. Green : Mr. Ohman
- 1953 : Sword of Venus de Harold Daniels : Danglars
- 1954 : Les Aventures de Robinson Crusoé de Luis Bunuel : Robinson Crusoe
- 1954 : Le Chevalier du roi de Rudolph Mate : Prince Hal de Galles
- 1954 : La Révolte des Cipayes de Laslo Benedek : Capt. Ronald Blaine
- 1955 : Le Cavalier au masque (The Purple Mask) de H. Bruce Humberstone : Brisquet
- 1955 : Le Seigneur de l'aventure (The Virgin Queen) de Henry Koster : Lord Derry
- 1957 : That Woman Opposite de Compton Bennett : Dermot Kinross
- 1958 : Retour avant la nuit (Home Before Dark) de Mervyn LeRoy : Arnold Bronn
- 1959 : Mirage de la vie (Imitation of Life) de Douglas Sirk : David Edwards
- 1959 : Californie, terre nouvelle (The Young Land) de Ted Tetzlaff : Judge Millard Isham
- 1960 : Les Combattants de la nuit (A Terrible Beauty) de Tay Garnett : Don McGinnis
- 1960 : Les Hors-la-loi (One Foot in Hell) de James B. Clark : Harry Ivers
- 1960 : Les Incorruptibles (série télévisée),  Le Coup de filet
- 1961 : King of the Roaring 20's - The Story of Arnold Rothstein : Phil Butler
- 1962 : Le Cabinet du docteur Caligari (The Cabinet of Caligari) de Roger Kay : Caligari / Paul
- 1962 : Bonanza (TV) saison 04 épisode 05 (Les Couleurs de la nuit) : Matthew Raine
- 1963 : Les Voyages de Jaimie McPheeters ("The Travels of Jaimie McPheeters") (série TV) : 'Doc' Sardius McPheeters (1963-1964)
- 1964 : The Presidency: A Splendid Misery (TV)
- 1964 : Point limite (Fail-Safe) de Sidney Lumet :Brig. Gen. Warren A. Black
- 1965 : The Long, Hot Summer (en) (série TV) : 'Boss' Will Varner #2 (1966)
- 1969 : Les Cent Fusils (100 Rifles) de Tom Gries : Steven Grimes, Southern Pacific Railroad Rep.
- 1969 : The Big Cube de Tito Davison : Charles Winthrop
- 1970 : Waterloo de Sergei Bondarchuk : Marshal Michel Ney
- 1972 : L'Intruse (The People) (TV) : Sol Diemus
- 1972 : Opération clandestine (The Carey Treatment) de Blake Edwards : J.D. Randall
- 1974 : QB VII (feuilleton TV) : David Shawcross
- 1974 : Top Secret de Blake Edwards : Fergus Stephenson
- 1974 : Jennie: Lady Randolph Churchill (feuilleton TV) : Leonard Jerome
- 1976 : The Quest: The Longest Drive (TV) : Mathew Hatcher
- 1976 : Banjo Hackett: Roamin' Free (en) (TV) : Tip Conaker
- 1977 : Les Forces du mal (Good Against Evil) (TV) : Father Kemschler
- 1977 : MacArthur, le général rebelle (MacArthur) de Joseph Sargent : Président Franklin D. Roosevelt
- 1977 : Deadly Game (TV) : Colonel Edward Stryker
- 1979 : Sloane, agent spécial ("A Man Called Sloane") (série TV) : The Director
- 1979 : Mark Twain: Beneath the Laughter (TV) : Mark Twain
- 1981 : Artemis 81 (TV) : Dr. Albrecht Von Drachenfels
- 1981 : Death Ray 2000 (TV) : The Director
- 1982 : Nancy Astor (feuilleton TV) : Chiswell 'Chillie' Langhorne
- 1982 : Halloween 3 : Le Sang du sorcier (Halloween III: Season of the Witch) de Tommy Lee Wallace : Conal Cochran
- 1983 : The Last Day (TV)
- 1984 : Starfighter de Nick Castle : Grig
- 1984 : The Secret Servant (série TV) : Prof. John Tyler
- 1983 : Les Petits Génies ("Whiz Kids") (série TV) : Carson Marsh (1984)
- 1986 : The Whoopee Boys de John Byrum : Judge Sternhill
- 1986 : Dark Mansions (TV) : Alexander Drake
- 1987 : RoboCop de Paul Verhoeven : The Old Man
- 1987 : Gens de Dublin (The Dead) de John Huston : Mr. Browne
- 1988 : A Waltz Through the Hills (TV) : Uncle Tom
- 1990 et 1991 : Twin Peaks (TV) : Andrew Packard
- 1990 : RoboCop 2 d'Irvin Kershner : The Old Man
- 1991 : Le Tourbillon noir (The Pirates of Dark Water) (série TV) : Additional Voices (voix)
- 1993 : La Garce (Love, Cheat & Steal) (TV) : Hamilton Fisk
- 1998 : Les Rois de Las Vegas (The Rat Pack) (TV) : Joe Kennedy